# Cachorros de León
Cachorros de León ist eine Fußballmannschaft aus der im mexikanischen Bundesstaat Guanajuato gelegenen Stadt León, die dem Club León als Farmteam dient.

## Geschichte
Die Cachorros (span. für Nachkommen) waren zwischen 1979 und 1981 für zwei Spielzeiten in der damals noch zweitklassigen Segunda División vertreten. Ihren größten sportlichen Erfolg in der mittlerweile nur noch drittklassigen Segunda División feierten die Cachorros in der Clausura 2011, die durch einen Finalsieg über das B-Team der Alacranes de Durango (0:0 und 3:0) gewonnen wurde. Im Gesamtsaisonfinale 2010/11 setzten die Cachorros de León sich auch gegen ihren Namensvetter Cachorros de la UANL (Farmteam der UANL Tigres, das die Apertura 2010 gewonnen hatte) mit 2:2 und 4:1 durch.
Als Farmteam durften sie den sportlich erreichten Aufstieg in die zweite Liga allerdings nicht wahrnehmen und verloren durch die vor der Saison 2011/12 erfolgte Neustrukturierung der Segunda División, die mit einer erheblichen Reduzierung der teilnehmenden Mannschaften verbunden war, schließlich sogar auch ihren Platz in dieser Liga. Daher traten sie in der Saison 2011/12 in der viertklassigen Tercera División an, wo sie der Regionalgruppe X zugeordnet waren. 

## Erfolge
- Meister der Segunda División: 2010/11